# Il silenzio grande
Il silenzio grande è un film del 2021 diretto da Alessandro Gassmann. Il film è tratto dall'omonimo romanzo teatrale di Maurizio De Giovanni.

## Trama
Napoli, anni Sessanta. Valerio Primic è un celebre scrittore che, dopo numerosi successi, è da tempo in declino; vive in una sontuosa villa nei pressi della città assieme alla moglie Rose, i due figli Massimiliano e Adele e la fedele governante Bettina. Tuttavia i rapporti con la propria famiglia sono molto tesi: Valerio trascorre le sue giornate chiuso nel proprio studio, circondato dai suoi libri, alla ricerca di una nuova idea per il prossimo lavoro, disinteressandosi del tutto a ciò che avviene in casa. Non si accorge così che le risorse economiche della famiglia sono drasticamente diminuite, riducendo i Primic alle soglie della povertà.
Rose va a trovare Valerio in biblioteca, comunicandogli l'intenzione di vendere Villa Primic, allo scopo di voltare pagina e ricominciare grazie ai proventi della vendita; a proporle questa operazione è stato Luca, cugino di Valerio e amministratore del patrimonio di famiglia, segretamente innamorato della donna. Valerio è  contrariato dalla notizia, ma la moglie, irremovibile, gli rinfaccia i suoi errori e i mancati guadagni dovuti a scelte sbagliate. Più tardi Massimiliano va a trovare suo padre e, sulla scia emotiva della vendita di Villa Primic, a sua volta gli comunica di ritenerlo responsabile del fallimento della sua vita: il ragazzo, infatti, ha sempre soffocato la sua vera natura per dimostrare di essere all'altezza di suo padre, il quale tuttavia non ha mai dimostrato affetto o ammirazione nei suoi confronti. Il giovane gli rivela inoltre di essere omosessuale e di aver rinunciato alla carriera da ingegnere per compiacerlo. Anche Adele, in seguito, va a trovare l'uomo: a differenza di suo fratello, la ragazza ha sempre avuto l'affetto di Valerio, ma questo ha fatto sì che ella lo ricercasse nei suoi partner, finendo per preferire ai suoi coetanei la compagnia di uomini molto più maturi, sposati e con figli. La ragazza è inoltre rimasta incinta di un anziano critico letterario, che in seguito l'ha abbandonata, e non sa se tenere o meno il bambino. Sopraffatto da tutte queste notizie, Valerio si confida con Bettina, la quale lo porta a riflettere su come questi fatti siano interamente dovuti all'incapacità di Valerio di comunicare con la propria famiglia.
Villa Primic viene venduta. Nella biblioteca ormai quasi vuota, Valerio attende il termine del trasloco insieme a Bettina e i due si confidano a vicenda il dispiacere nel dover lasciare la casa. La vendita della villa sembra però aver fatto bene al resto della famiglia: Massimiliano, ben più sereno e spigliato di prima, annuncia al padre di aver investito parte dei proventi della vendita nell'acquisto di un teatro e di essersi innamorato di uno dei soci coinvolti nell'affare. Adele, a sua volta coinvolta nell'affare dietro consiglio di Rose, ha invece deciso di tenere il bambino e ha intrapreso una relazione con un uomo più grande, guarda caso lo stesso di cui si è invaghito suo fratello. Valerio, sconvolto da queste notizie, decide per la prima volta di prendere in mano la situazione e star vicino ai propri figli allo scopo di evitare futuri disastri; ma a quel punto arriva Rose, la quale, pronta a lasciare per sempre Villa Primic, si abbandona alle confidenze.
Si scopre così che Valerio, in realtà, è deceduto diversi anni prima, seguito poco dopo da Bettina: la governante, pur consapevole della situazione, aveva evitato di parlarne con Valerio poiché si era resa conto di come gli altri membri della famiglia avessero cercato di mantenere vivo il contatto con lui comportandosi come se fosse ancora nella biblioteca dove amava chiudersi, e dialogando con lui come se fosse presente. Paradossalmente, dunque, la morte e la successiva assenza di Valerio hanno portato ad abbattere il muro di silenzio che si era instaurato tra i quattro, a beneficio di Rose, Massimiliano e Adele che hanno finalmente trovato la propria strada. Valerio riesce ad abbracciare un'ultima volta Rose, prima che la famiglia Primic lasci per sempre la villa.

## Produzione
Il film è stato girato in una villa storica di Napoli, la villa che si vede nel film è infatti Villa Kernot situata sulla collina di Posillipo. Ha ricevuto un contributo di 1.575.888,62 EUR, per un costo totale di 2.498.205,31 EUR. Al 13/05/2025 ha incassato 133.593,89 EUR.

## Distribuzione
Il film viene presentato alla 78ª Mostra internazionale d'arte cinematografica di Venezia nella sezione Eventi speciali, ed è stato distribuito nelle sale cinematografiche italiane a partire dal 16 settembre 2021 venendo poi pubblicato anche su Amazon Prime Video.

## Premi e riconoscimenti
Ciak d'oro - 2021
Miglior regista ad Alessandro Gassmann
Migliore attore protagonista a Massimiliano Gallo
Migliore attrice non protagonista a Marina Confalone
Candidatura a miglior film
Candidatura a migliore attrice protagonista a Margherita Buy
Candidatura a miglior scenografia ad Antonella Di Martino
Candidatura a migliore colonna sonora a Pivio e Aldo De Scalzi
Candidatura a migliori costumi a Lavinia Bonsignore
Candidatura a migliore montaggio a Marco Spoletini
Premio Flaiano - 2022
Miglior interpretazione a Massimiliano Gallo

## Opera teatrale
Dal soggetto originale di Maurizio De Giovanni è stato tratto un dramma teatrale in due atti, prodotto dalla compagnia Diana O.RI.S. e portato in scena a partire dal 2019. Nella produzione originale, Massimiliano Gallo ha ripreso il ruolo di Valerio Primic.